# OMX Riga Index
Der OMX Riga Index (OMX Riga All-Share Gross Index) ist ein Aktienindex von der OMX Group, die heutzutage unter NASDAQ Nordic firmiert. Er bildet die börsennotierten Unternehmen des Landes Lettland ab, die an der NASDAQ OMX Riga notiert sind. Er soll einen Einblick in die gesamte Wirtschaft des Landes bieten. Das Kürzel des Indexes lautet OMXRGI.

## Zusammensetzung
Ende Januar 2025 waren folgende Titel Teil des OMX Riga:
| Nummer | Unternehmen                    | Symbol |
| ------ | ------------------------------ | ------ |
| 1      | Amber Latvijas balzams         | BAL1R  |
| 2      | DelfinGroup AS                 | DGR1R  |
| 3      | Eleving Group S.A.             | ELEVR  |
| 4      | IPAS Indexo                    | IDX1R  |
| 5      | Latvijas Juras medicinas centr | LJM1R  |
| 6      | Rigas kugu buvetava            | RKB1R  |
| 7      | SAF Tehnika                    | SAF1R  |
| 8      | Siguldas CMAS                  | SCM1R  |